# Wioślarstwo na Letnich Igrzyskach Olimpijskich 1908 – jedynka
Wyścig jedynek podwójnych mężczyzn była jedną z konkurencji wioślarskich na Letnich Igrzyskach Olimpijskich 1908. Zawody odbyły się w dniach 28–31 lipca. W zawodach uczestniczyło 9 zawodników z 6 państw.
Zawodnicy rywalizowali na dystansie 1,5 mili.

## Wyniki

### Runda 1

#### Bieg 1
Von Gaza wygrał bez problemów, Killer zrezygnował gdy przeciwnik przekroczył linię mety.
| Miejsce | Zawodnik          | Państwo              | Czas   |
| ------- | ----------------- | -------------------- | ------ |
| 1       | Bernhard von Gaza | Cesarstwo Niemieckie | 9:35,0 |
| DNF     | Ernő Killer       | Węgry                | –      |

### Ćwierćfinały

#### Ćwierćfinał 1
| Miejsce | Zawodnik          | Państwo              | Czas   |
| ------- | ----------------- | -------------------- | ------ |
| 1       | Bernhard von Gaza | Cesarstwo Niemieckie | 9:47,0 |
| 2       | Louis Scholes     | Kanada               | B.D    |

#### Ćwierćfinał 2
| Miejsce | Zawodnik        | Państwo | Czas    |
| ------- | --------------- | ------- | ------- |
| 1       | Károly Levitzky | Węgry   | 10:08,0 |
| 2       | Gino Ciabatti   | Włochy  | B.D     |

#### Ćwierćfinał 3
Bowler wywrócił się, dzięki czemu Blackstaffe łatwo wygrał.
| Miejsce | Zawodnik          | Państwo         | Czas    |
| ------- | ----------------- | --------------- | ------- |
| 1       | Harry Blackstaffe | Wielka Brytania | 10:03,0 |
| DNF     | Walter Bowler     | Kanada          | –       |

#### Ćwierćfinał 4
| Miejsce | Zawodnik            | Państwo         | Czas    |
| ------- | ------------------- | --------------- | ------- |
| 1       | Alexander McCulloch | Wielka Brytania | 10:08,0 |
| 2       | Jozef Hermans       | Belgia          | B.D     |

### Półfinały

#### Półfinał 1
| Miejsce | Zawodnik            | Państwo         | Czas    |
| ------- | ------------------- | --------------- | ------- |
| 1       | Alexander McCulloch | Wielka Brytania | 10:22,0 |
| 2       | Károly Levitzky     | Węgry           | B.D     |

#### Półfinał 2
von Gaza zachorował po przepłynięciu 1500 m zostawiając Blackstaffe’a samego, który dzięki temu łatwo zwyciężył.
| Miejsce | Zawodnik          | Państwo              | Czas    |
| ------- | ----------------- | -------------------- | ------- |
| 1       | Harry Blackstaffe | Wielka Brytania      | 10:14,0 |
| –       | Bernhard von Gaza | Cesarstwo Niemieckie | DNF     |

### Finał
| Miejsce | Zawodnik            | Państwo         | Czas     |
| ------- | ------------------- | --------------- | -------- |
| 1       | Harry Blackstaffe   | Wielka Brytania | 9:26,0   |
| 2       | Alexander McCulloch | Wielka Brytania | (9:27,5) |

## Klasyfikacja końcowa
| Miejsce | Zawodnik            | Państwo              |
| ------- | ------------------- | -------------------- |
| 1       | Harry Blackstaffe   | Wielka Brytania      |
| 2       | Alexander McCulloch | Wielka Brytania      |
| 3       | Bernhard von Gaza   | Cesarstwo Niemieckie |
| 3       | Károly Levitzky     | Węgry                |
| 5       | Walter Bowler       | Kanada               |
| 5       | Gino Ciabatti       | Włochy               |
| 5       | Jozef Hermans       | Belgia               |
| 5       | Louis Scholes       | Kanada               |
| 9       | Ernő Killer         | Węgry                |